# Рейханабад (Урмія)
Рейханабад (перс. ریحان‌آباد) — село в Ірані, входить до складу дехестану Бакешлучай у Центральному бахші шахрестану Урмія провінції Західний Азербайджан.